# Covert (New York)
Covert è un comune degli Stati Uniti d'America, situato nello Stato di New York, nella contea di Seneca.